# 秋田味噌
秋田味噌（あきたみそ）は、秋田県で作られる味噌。

## 特徴
赤色辛口味噌に分類され、色は赤褐色に近い。だまこもちや冷やし味噌汁など、県内の郷土料理にも使われている。

## 伝統的な製法
典型的な配合例は以下の通り。
- 大豆：1斗（18L）
- 麹：1斗(18L)
- 塩：5升(9L)

なお、麹を多くし塩を少なくしたものが高級とされ、塩は最小で3升(5.4L)になる事もある。
10月から5月にかけて仕込みを行い、竈にかけた蒸籠で大豆を一昼夜蒸し上げ、褐色になったら臼でつく。麹と塩は別に混ぜておき、全ての材料を桶に入れて1年以上かけて発酵および熟成を進める。3年以上経ったものは特に珍重される。

## 歴史
秋田では大豆および麹の原料となる米が豊富に収穫され、江戸時代には農家だけでなく武家や町家でも各家庭で味噌が作られていた。元和元年（1615年）の湯沢における酒などの価格に関する記録には味噌や醤油は登場しないが、寛文8年（1668年）頃の久保田藩では、知行高32万石に対して味噌および麹に消費される米が2万8千石となっていたという記録がある。なお17世紀を通じて秋田の味噌は自家製がほとんどだったが、19世紀の天保の大飢饉の際には「800匁（=3kg）で100文だった味噌が高騰し、30匁（=112.5g）で100文になった」という記録があり、この頃までには自家製の味噌の一部が商品として流通していた。
明治時代になると味噌や醤油を工場で生産する企業が誕生し、1910年には小玉合名会社が初めて「秋田味噌」という名称を使用している。一方で秋田県内の多くの家庭では、1940年頃まで味噌と副産物のたまりを造っていた。また、第二次世界大戦末期は原料の供給難から粗悪な商用品が多く、大戦後は反動で自家製品が増加したという。農産物の市などで県内の農家が醸造した味噌が販売される事もあったが、食品衛生法の普及にともない消滅していった。
県内の味噌製造業者の品質改良の取り組みなどから、全国味噌鑑評会で上位入賞を果たすようになり、1972年には県の醸造試験場が標準仕込要領を作成し、高級秋田味噌の生産が始まった。2009年の秋田県の味噌生産量は3,081トンとなっており、これは都道府県別で19位にあたる。